# Sun Yue (curling)
Sun Yue (30 de julio de 1986) es una deportista china que compitió en curling. Ganó una medalla de bronce en el Campeonato Mundial de Curling Mixto Doble de 2010.

## Palmarés internacional
| Campeonato Mundial Mixto Doble | Campeonato Mundial Mixto Doble | Campeonato Mundial Mixto Doble | Campeonato Mundial Mixto Doble |
| Año                            | Lugar                          | Medalla                        | Prueba                         |
| ------------------------------ | ------------------------------ | ------------------------------ | ------------------------------ |
| 2010                           | Cheliábinsk (Rusia)            | Medalla de bronce              | Mixto doble                    |